# Dave Gardner (Eishockeyspieler)
David Calvin „Dave“ Gardner (* 23. August 1952 in Toronto, Ontario; † 20. März 2023 in Newmarket, Ontario) war ein kanadischer Eishockeyspieler und -trainer, der im Verlauf seiner aktiven Karriere zwischen 1970 und 1988 unter anderem 350 Spiele für die Canadiens de Montréal, St. Louis Blues, California Golden Seals, Cleveland Barons und Philadelphia Flyers in der National Hockey League (NHL) auf der Positionen des Centers bestritten hat. Anschließend war er acht Jahre lang in den Schweizer Ligen aktiv. Sein Vater Cal, sein Bruder Paul und auch sein Sohn Ryan waren ebenfalls professionelle Eishockeyspieler.

## Karriere
Dave Gardner begann seine Karriere als Eishockeyspieler bei den Toronto Marlboros, für die er von 1970 bis 1972 in der Ontario Hockey Association (OHA) aktiv war. Während dieser Zeit schaffte es der Stürmer zweimal ins Second All-Star Team der Liga gewählt zu werden und sicherte sich darüber hinaus im Jahr 1971 die Red Tilson Trophy als wertvollster Spieler sowie ein Jahr später – gemeinsam mit Billy Harris – die Eddie Powers Memorial Trophy als punktbester Spieler der Liga. Anschließend wurde er im NHL Amateur Draft 1972 in der ersten Runde als insgesamt achter Spieler von den Canadiens de Montréal aus der National Hockey League (NHL) ausgewählt.
Für das Team aus der Provinz Québec gab der Angreifer in der Saison 1972/73 sein Debüt in der NHL, spielte allerdings hauptsächlich für deren Farmteam aus der American Hockey League (AHL), die Nova Scotia Voyageurs. Nachdem er auch die folgende Spielzeit in Montréal begonnen hatte, wurde er kurz vor Ende der Trade Deadline im Tausch gegen ein Erstunden-Wahlrecht für den NHL Amateur Draft 1974 an die St. Louis Blues abgegeben. Für die Blues lief er nur 23-mal auf, ehe er zu Beginn der Saison 1974/75 gemeinsam mit Butch Williams zu deren Ligarivalen California Golden Seals wechselte, während Stan Gilbertson und Craig Patrick nach St. Louis gingen. Von 1976 bis 1978 spielte der Rechtsschütze für deren Nachfolgeteam, die Cleveland Barons.
Nachdem das Franchise der Cleveland Barons im Sommer 1978 aufgelöst worden war, gingen Gardners Transferrechte im Juni 1978 an die Minnesota North Stars über, die ihn jedoch nach nur einem Monat gemeinsam mit Rick Hampton und Steve Jensen an die Los Angeles Kings abgaben. Diese mussten für die Verpflichtung des Free Agent Gary Sargent kompensiert werden. Er verbrachte einen Großteil der Saison 1978/79 in der Central Hockey League (CHL), in der er für die Tulsa Oilers und Dallas Black Hawks spielte, ehe er die Spielzeit bei den Springfield Indians in der AHL beendete. In seinem letzten Jahr in Nordamerika kam der Center neben den Spielen für die AHL-Teams der Binghamton Dusters und Maine Mariners auch zu zwei Einsätzen für die Philadelphia Flyers in der NHL.
Daraufhin stand der Kanadier bis zu seinem Karriereende im Jahr 1988 in der Schweiz unter Vertrag. Zunächst lief er drei Jahre für den HC Ambrì-Piotta auf, mit dem im Frühjahr 1982 der Aufstieg von der Nationalliga B (NLB) in die Nationalliga A (NLA) glückte. Ab der Spielzeit 1983/84, nachdem der HCAP wieder umgehend in die NLB abgestiegen war, spielte Gardner für den EHC Visp in der NLB und betreute den Klub nach dem Abstieg in die drittklassige 1. Liga zwischen 1985 und 1987 zusätzlich als Spielertrainer. Gardner verstarb im März 2023 im Alter von 70 Jahren in Newmarket in der Provinz Ontario.

## Erfolge und Auszeichnungen
| - 1971 OHA Second All-Star Team - 1971 Red Tilson Trophy - 1972 OHA Second All-Star Team - 1972 Eddie Powers Memorial Trophy (gemeinsam mit Billy Harris) - 1979 Adams-Cup-Gewinn mit den Dallas Black Hawks | - 1982 Aufstieg in die Nationalliga A mit dem HC Ambrì-Piotta - 1987 Topscorer der 1. Liga - 1988 Topscorer der 1. Liga - 1988 Bester Torschütze der 1. Liga |

## Karrierestatistik
(Legende zur Spielerstatistik: Sp oder GP = absolvierte Spiele; T oder G = erzielte Tore; V oder A = erzielte Assists; Pkt oder Pts = erzielte Scorerpunkte; SM oder PIM = erhaltene Strafminuten; +/− = Plus/Minus-Bilanz; PP = erzielte Überzahltore; SH = erzielte Unterzahltore; GW = erzielte Siegtore; 1 Play-downs/Relegation; Kursiv: Statistik nicht vollständig)